# 夜汽車 (北島三郎の曲)
「夜汽車」（よぎしゃ）は、1989年に日本クラウンより発売された北島三郎のシングル。

## 概要
北島は表題曲で1989年の『第40回NHK紅白歌合戦』の白組トリを務めた。

## 収録
1. 夜汽車
  - 作詞：木下龍太郎、作曲:原譲二